# فياتشيسلاف فولكوف
فياتشيسلاف فولكوف (بالروسية: Волков, Вячеслав Юрьевич)‏ (9 نوفمبر 1970 ببسكوف في روسيا - ) هو مدرب كرة قدم ولاعب كرة قدم روسي في مركز الدفاع. لعب مع أرسنال تولا وفولغا تفير ‏ وFC Chernomorets Novorossiysk ‏ وFC Dynamo Vologda ‏ وFC Pskov-747 ‏ وFC Mashinostroitel Pskov ‏.